# Berge Østenstad
Berge Østenstad (Asker, 15 settembre 1964) è uno scacchista norvegese.
Nel 2003 diventò il sesto Grande Maestro norvegese.
Conseguì la prima norma di grande maestro nel torneo di Gausdal nel 1990, la seconda nel torneo di Biel nel 1990, la terza a Göteborg nel 2003.
Ha vinto per un record di otto volte il Campionato norvegese (1984, 1990, 1994, 1997, 1999, 2003, 2004 e 2011). Nel campionato del 2004 a Molde vinse il titolo dopo uno spareggio contro Magnus Carlsen.
Nel campionato europeo a squadre del 1992 a Debrecen vinse la medaglia d'argento individuale in 3ª scacchiera.
Nel 2003 partecipò al 19º campionato europeo per club di Retimno, ottenendo 5 /7 punti in 2ª scacchiera.
Ha partecipato con la nazionale norvegese a tre Olimpiadi degli scacchi: Salonicco 1984, Novi Sad 1990 e Calvià 2004.